# Наратихапате
Наратихапате, Наратхипати, Нарасихапати или Кансу III Тарокплий-Ман («Царь, бежавший от китайцев»), до вступления на престол — Панпват Сан Мли или Мин Хкве Че (1238—1287) — царь (дхармараджа) Пагана c 1254 или 1256 по 1287 год. Последний суверенный правитель Паганского царства. Начиная с 1271 года вёл длительную борьбу с монголо-китайской экспансией на территорию современной Мьянмы, закончившуюся распадом Паганского царства и установлением гегемонии монголо-китайской империи Юань.

## Происхождение и приход к власти
Будущий царь Наратихапате, также известный как Кансу, родился в 1238 году или в 1240 году (в зависимости от того, в каком году он вступил на престол). Он был сыном царя Пагана Узаны (Укканы) II и наложницы, поэтому не рассматривался как законный наследник престола. Мать будущего царя была дочерью резчика по камню или дереву, поэтому одним из имён Наратихапате с детства стало Панпват Сан Мли («Внук резчика»). Кроме того, будущий царь был известен под именем Мин Хкве Че («Принц Собачье дерьмо»). После гибели царя Узаны во время охоты на слонов в 1256 (по другим данным в 1254 или 1255) году Паганское царство унаследовал его законный сын Тингату (Тихату, Сингхасура, Ман Ян), однако в том же году шестнадцатилетний Наратихапате при поддержке главного министра Язатинкиана (Раджасанкрама) отстранил брата от власти и сам занял паганский престол. Согласно бирманской «Хронике Стеклянного дворца», Мин Хкве Че взошёл на престол в 617 году бирманской эры, приняв тронное имя Наратихапате. После этого, как сказано в хрониках, Наратихапате быстро отстранил Язатинкиана от дел, подобно тому «как снимают леса после постройки пагоды». Придя к власти, Наратихапате направил карательные экспедиции против монов и шансе, восставших на окраинах государства. Для этого он даже вернул Язатинкиана и отправил его подавлять мятежи в Мартабане и Аракане. Вскоре восстания монов и шансе были подавлены, однако это было лишь кратковременным успехом нового царя Пагана.

## Правление
Согласно дошедшим до нас сведениям, царь Наратихапате был грубым, жестоким и деспотичным правителем, склонным к бахвальству и преувеличению своей мощи. В одной из своих надписей Наратихапате называл себя «повелителем тридцати пяти белых слонов» и «верховным главнокомандующим многомиллионной армии», «ежедневно поглощавшим 300 блюд карри». Своих сыновей и их семьи царь фактически держал в заточении в своём дворце, опасаясь, что они задумают его свергнуть. Кроме того, Наратихапате пристально следил за своим гаремом и когда выяснилось, что одна из наложниц задумала отравить его, он посадил её в клетку и сжёг. Среди подданных Наратихапате пользовался заслуженным презрением и получил прозвище «Царь-Собачье-Дерьмо».
Не отличаясь особой набожностью, Наратихапате, тем не менее, сумел прекратить десятилетиями длившийся конфликт паганских царей с буддийской церковью, отменив некоторые антицерковные эдикты своих предшественников и фактически признав её победу. В своей надписи он устанавливал следующее: «Пусть земли церкви не входят в наши земли даже на толщину волоса. Но не будет греха, если наша земля войдет в число церковных земель». В результате, церковь ещё более упрочила своё положение крупнейшего земельного собственника в государстве, что, в свою очередь, стало одной из причин упадка и гибели царства Наратихапате. В 1274 году он начал строительство величественной пагоды Мингалазеди — одного из последних великих храмов Пагана, — в котором впоследствии разместил золотые статуи ранее правивших паганских царей, тем самым стремясь ещё раз укаать на своё царское происхождение и подтвердить легитимность своего нахождения на престоле. В течение шести лет большая часть ресурсов Паганского царства тратилась на возведение этой пагоды, а прорицатели предсказывали, что завершение её строительства приведёт к концу и самого царства. Тем не менее, через шесть лет Наратихапате окончил строительство Мингалазеди и приказал прорыть к ней от своего дворца потайной туннель. С тех пор в Пагане получила распространение поговорка: «Пагода построена, а великая страна разрушена». Паганское государство, ослабленное экономически, раздираемое продолжающимися распрями между царём, знатью и церковью, а также сепаратистскими устремлениями монов юга и полунезависимых племён севера, было обречено на скорую гибель. Появление монголо-китайских войск у северных рубежей царства всего лишь ускорило этот процесс.
К концу правления Наратихапате большую часть власти в Пагане сосредоточили в своих руках «три шанских брата» — Асанкхья, Раджасанкрам и Сихасура — сыновья шанского вождя, переселившегося в Мьинсайн и отправившего детей к паганскому царскому двору. Возмужав, братья заняли важные министерские посты при царе Наратихапате, который доверял им выполнение различных военно-политических миссий. Постепенно они захватили контроль над большинством каруинов (родовых поселений) в долине Чаусхе, в самом сердце Паганского царства. Сохранилась надпись, в которой о трёх братьях говорится как о царских министрах (аматах) Наратихапате. После распада Паганского царства братья стали князьями собственных шанских княжеств.

## Война с монголо-китайской империей Юань
В 1271 году наместнику Юньнани, исполняя приказ юаньского императора Китая Хубилая, прислал к паганскому царю Наратихапате посольство с требованием возобновить уплату дани, которую Паган выплачивал китайским императорам начиная с XI века, но прекратил выплаты несколько десятилетий назад. Несмотря на то, что размер этой дани был относительно невелик, обуреваемый гордыней царь Пагана не пожелал даже слышать о возобновлении её уплаты и не принял юаньских послов, отослав их обратно в сопровождении своего представителя с заверениями дружбы для Хубилая. В Ханбалыке (Пекине) не предприняли немедленных мер в ответ на это проявление неуважения к императору и в следующем году войска Наратихапате напали на одно из горных племен, вассальных Китаю, и на этот раз реакция Хубилая была более категоричной. В 1273 году в Паган прибыли три китайских посла, вручившие царю Наратихапате требование Хубилая освободить пленённого вождя горного племени и незамедлительно прислать в Ханбалык делегацию паганских вельмож с причитавшейся императору данью. В противном случае Хубилай угрожал немедленным вторжением в Паганское царство. Эти китайские послы так и не вернулись в Ханбалык. Согласно бирманским хроникам, они были казнены по приказу разгневанного Наратихапате, однако китайские источники этого не подтверждают, к тому же известна сентенция самого Наратихапате из надписи на Мингалазеди — «Цари никогда не заключают послов в тюрьму». Вероятно, на обратном пути в Китай послы погибли от рук горных племён в районе Юньнани; вернувшийся в 1275 году к императорскому двору китайский офицер, посланный Хубилаем на поиски пропавших послов, сообщил, что дорога в Паган заблокирована «мятежниками», по причине чего его поиски не увенчались успехом.
Продолжая испытывать терпение юаньского императора, Наратихапате в 1277 году вторгся в буферное тайское государство Каунгай на реке Типинг, правитель которого признал над собой власть империи Юань. В ответ на это монголо-китайские войска выдвинулись из округа Тали и, разбив паганские войска под Нгазаунгджаном, выбили их из Каунгая. Сохранилось описание этой битвы, сделанное венецианцем Марко Поло со слов очевидцев. Вслед за этим, зимой 1277—1278 годов, монгольские войска под командованием наместника Юньнани Насреддина вторглись в Паганское царство и в долине реки Иравади разбили шестидесятитысячную армию царя Наратихапате, который после этого спасся бегством. В результате Наратихапате получил в народе новое прозвище Тарокплий-Ман — «Царь, бежавший от китайцев». Разрушив несколько крепостей в округе Банмо, Насреддин из-за сильной жары вернулся в Юньнань. Подробности этого похода сохранились в описаниях Марко Поло, сопровождавшего Насреддина во время его вторжения в Паган.
Не усвоив урока, Наратихапате после ухода монголов возобновил набеги на юньнаньскую границу. Тем временем его собственное царство стало последовательно разваливаться на части. В 1281 году в Мартабане под предводительством бывшего паганского офицера Вареру восстали моны, убили паганского наместника и установили контроль над юго-западом страны. В то же время моны подняли восстание в Пегу, которое возглавил сам паганский наместник Тарабья. На западе страны вышел из повиновения Аракан и перестал посылать в Паган установленную дань, на востоке против Наратихапате поднялись шанские княжества, которые не только перестали присылать войска в Паган, но и начали постепенно захватывать исконно паганские территории, двигаясь в сторону долины Чаусхе. Наратихапате направил в Танлуин против восставших монов юга полководца Раджасанкрама, который взял крепость Тала, однако не смог подавить восстание (хотя в 1283 году царь и наградил Раджасанкрама за смелость) и юг страны во главе с монскими мятежниками Вареру и Тарабья продолжал оставаться фактически независимым. В 1283 году с севера в Паган тем же путём вторглись монголо-китайские войска, на этот раз под командованием Сангкудара. Разгромив в декабре основные части паганской армии под Нгазаунгджаном и заняв крепость Каунгсин, Сангкудар двинулся на юг, в долину Иравади, однако до Пагана не дошёл и расположил свои гарнизоны в верховьях реки. В 1284 году север страны был объявлен китайской провинцией Чинмян. Наратихапате начал укреплять столицу и, готовясь к обороне, снёс в Пагане несколько пагод, чтобы возвести новые крепостные стены, однако вскоре поддался панике и бежал в Пром, вновь напомнив подданным своё прозвище Тарокплий-Ман (Тарокпьимин).
Временно обосновавшись в Бассейне в дельте Иравади, Наратихапате несколько месяцев выжидал, пока юаньские войска штурмовали его крепости в верховьях реки. Фактически, с этого времени власть Наратихапате над его царством приобрела номинальный характер. После взятия войсками Хубилая Тагауна в январе 1284 года Наратихапате начал переговоры об установлении над Паганом верховной власти Китая, рассчитывая вернуться в столицу. В декабре 1284 год он направил в Ханбалык два посольства с изъявлением покорности, одно из которых, возглавляемое министром Дисапрамоком, достигло своей цели и в 1286 году получило аудиенцию у Хубилая, который согласился признать паганского царя своим вассалом и прекратить военные действия против Наратихапате при условии, если тот незамедлительно начнёт выплату дани. Узнав об этом, царь начал готовиться к возвращению в Паган. Наратихапате избрал водный путь и в 1287 году отправился на царском корабле вверх по течению Иравади, однако был неожиданно захвачен одним из своих сыновей, Тихату, наместником Прома, который решил сам занять паганский престол. Приставив нож к горлу отца, Тихату заставил Наратихапате принять яд, после чего объявил себя новым царём Пагана.
После убийства Наратихапате страна окончательно погрузилась в хаос. Стремясь к власти, Тихатху устранил несколько своих братьев и попытался захватить Пегу, но погиб в схватке с войсками Тарабьи. Хубилай, не дождавшись из Паганского царства подтверждения вассального договора и обещанной дани, приказал своему внуку Е Су Тимуру отправиться в поход на Паган. В том же, 1287 году Е Су Тимур во главе юаньских войск без труда взял Паган и уже из столицы начал приводить к повиновению паганские провинции. В дополнение к северной провинции Чинмян монголо-китайцы создали в центральной части страны провинцию Мянчжун с центром в Пагане, где формально были сохранены атрибуты царской власти. После кровавой междоусобицы между паганскими принцами на юге, 30 мая 1289 года при поддержке «трёх шанских братьев» на паганский престол был возведён один из сыновей Наратихапате — дала-сукри Чосва (Клаква) II, принявший тронное имя Руйнасьян (убит в 1299 году) и признавший безоговорочную власть китайского императора Хубилая.

## Семья
Царь Наратихапате, как и другие цари Пагана, имел несколько жён, одна из которых имела статус главной царицы, а также содержал внушительных размеров гарем (сам Кансу III похвалялся в своей надписи, что имеет 3 тысячи наложниц). Первой главной царицей, женой Наратихапате, была Яданабон, после смерти которой в 1262 году царь сделал своей главной женой-царицей Ако Крвам (Пва Со, ум. 1296), одну из жён своего отца, царя Узаны II. Из собственных надписей Пва Со следует, что она была дочерью паганского царя Чосвы (Клаквы I) и его главной жены-царицы Сумлулы, а также была главной женой-царицей паганского царя Узаны II. Женитьба Наратихапате на главной царице своего предшественника, по мнению бирманского историка проф. М. Аун-Твина, свидетельствовала о стремлении нового царя повысить уровень легитимности своего прихода к власти, а также устранить любые сомнения в законности притязаний его потомков на паганский престол. Царица Пва Со неоднократно упоминается хрониками в роли советника Наратихапате и управляющей делами королевского двора.
Если верить бирманской «Хронике Стеклянного дворца», главная царица Пва Со не родила царю Наратихапате ни сына, ни дочери, однако, согласно исследованиям бирманского историка Ба Шина, у Наратихапате от Пва Со всё же был один ребёнок — сын по имени Язату (умер в 1291 году). «Хроника Стеклянного дворца» называет следующих «младших» жён Наратихапате и детей от них:
- Со Нан — управляющая гаремом, дочь старшей сестры царицы Пва Со
  - Принц Узана (Уккана) — наследник престола, получил от отца в кормление южную провинцию с центром в городе Бассейн, в 1271 году Наратихапате официально передал ему часть своего имущества,
  - Хпва Со Шин — принцесса;
- Шин Хпа
  - Принц Чосва (Клаква) — принц, получил от отца в кормление южную провинцию с центром в городе Дала;
- Шин Маук
  - Принц Тихату — принц, получил от отца в кормление южную провинцию с центром в городе Пром;
- Шин Шве
  - Ми Со У — принцесса;
- Со Лон — хроники ничего не говорят о её детях от Наратихапате[33][34][35][6].